# فهرست میراث جهانی در هلند
میراث جهانی در هلند شامل سیزده اثر ثبت شده در قلمروهای پادشاهی هلند است که تا تاریخ ۲۰۲۳ دوازده اثر فرهنگی و یک اثر طبیعی را شامل می‌شوند. دوازده اثر در سرزمین اصلی هلند و یکی در کوراسائو، در دریای کارائیب، است. هلند و کوراسائو هر دو از کشورهای تشکیل‌دهنده پادشاهی هلند هستند.
سایت‌های سازمان میراث جهانی آموزشی، علمی و فرهنگی ملل متحد، یونسکو، مکان‌هایی هستند که دارای اهمیت فرهنگی یا طبیعی هستند، همان‌طور که در پیمان‌نامه میراث جهانی یونسکو، که در سال ۱۹۷۲ تأسیس شده، شرح داده شده است. پادشاهی هلند در تاریخ ۲۶ اوت ۱۹۹۲ این کنوانسیون را تصویب کرد و از آن پس مکان‌های طبیعی و فرهنگی این کشور، که واجد شرایط برای درج در لیست باشند را، معرفی می‌کند.
اولین سایتی که به فهرست اضافه شد، شوکلند و پیرامون آن در سال ۱۹۹۵ بود. واپسین‌ها هم دو اثر فرا ملی بودند که در سال ۲۰۲۱ به فهرست پیوستند؛ مستعمرات خیریه که با بلژیک مشترک است و لیمس آلمان سفلی که با آلمان مشترک است. علاوه بر این دو مورد، تنها اثر طبیعی ثبت شده برای هلند نیز یک سایت فرا ملی است که دریای وادن نام داشته و با دانمارک و آلمان مشترک می‌باشد. در حال حاضر دو اثر نیز در فهرست آزمایشی حضور دارند. یکی از این سایت‌ها در کوراسائو، و یکی در بونیر، که یک شهرداری ویژه هلند در کارائیب است، قرار دارند.

## میراث جهانی
یونسکو سایت‌ها را با ده معیار فهرست می‌کند. هر ورودی باید حداقل یکی از معیارها را داشته باشد.
| #  | نگاره                                                                  | نام                                                       | موقعیت (استان)                                 | سال ثبت | ش ثبتمعیارها    | شرح | منبع        |
| ۱  | Partially flooded fields, view from above                              | شوکلند و پیرامون آن                                       | نورداوست‌پلدر، فلیوولاند                        | ۱۹۹۵    | ۷۳۹iii, v       | شوکلند نشان می‌دهد که مردم هلند چگونه با دریا مقابله می‌کردند. این شبه‌جزیره‌ای بود که از زمان‌های ماقبل تاریخ مسکونی شد ولی در قرن ۱۵ با پیشروی آب به یک جزیره تبدیل شد و در سال ۱۸۵۹ خلیج زایدرزی کاملاً به درون جزیره تجاوز نمود. نورداوست‌پلدر در دههٔ ۱۹۴۰ ایجاد شد و بدین ترتیب شوکلند دوباره احیاء گردید. | [ ۷ ]       |
| ۲  | Wall with several metal gates                                          | خطوط دفاعی آبی هلند                                       | هلند شمالی، اوترخت، هلند جنوبی و برابانت شمالی | ۱۹۹۶    | ۷۵۹ ii, iv, v   | خط دفاعی آمستردام بین سال‌های ۱۸۸۳ و ۱۹۲۰ ساخته شد. استحکامات بر اساس اصل کنترل آب‌ها در اطراف یک شهر است. این اثر شامل شبکه‌ای از ۴۵ دژ است و می‌تواند سیل پلدرهایی که در مسیر ۱۳۵ کیلومتری (۸۴ مایل) پیرامون آمستردام هستند، را کنترل کند. این سایت در ابتدا با عنوان «خط دفاعی آمستردام» در سال ۱۹۹۶ ثبت شد. در سال ۲۰۲۱، این سایت به گونه‌ای توسعه یافت که در مجموع ۹ مکان را شامل می‌شود و به «خطوط دفاعی آبی هلند» تغییر نام داد. | [ ۸ ] [ ۹ ] |
| ۳  | Several windmills, water channel in front                              | آسیاب‌بادی‌های کیندردیک                                     | آلبلاسردام و نیو-لکرلند، هلند جنوبی            | ۱۹۹۷    | ۸۱۸ i, ii, iv   | این ویژگی نمونه ای از منظره دست‌ساز بشر است که با تخلیه آب از پلدرها ایجاد شده است. ساخت کارهای هیدرولیکی در قرون وسطی برای آبادانی و ایجاد زمین‌های کشاورزی آغاز شد. میراث فناورانه آن شامل کانال‌های زهکشی و حمل آب به ارتفاع بالا و پایین برای آب پولدر اضافی، خاکریزها و جوی‌ها، ۳ ایستگاه پمپاژ، ۲ دریچه تخلیه، ۲ مخزن مجمع آب و ۱۹ آسیاب زهکشی است که اکثر آن‌ها بین سال‌های ۱۷۳۸ تا ۱۷۴۰ ساخته شده‌اند. | [ ۱۰ ]      |
| ۴  | Waterfront with a series of brightly coloured houses                   | ناحیه تاریخی ویلمستاد، داخل شهر و لنگرگاه، کوراسائو       | ویلمستاد، کوراسائو                             | ۱۹۹۷    | ۸۱۹ ii, iv, v   | ویلمستاد به عنوان یک شهرک تجاری توسط بازرگانان هلندی در سال ۱۶۳۴ تأسیس شد. این شهر مدرن از چندین منطقه تاریخی تشکیل شده است که ترکیبی از تأثیرات فرهنگی هلندی، اسپانیایی و پرتغالی و آفریقایی-کارائیبی‌ها را نشان می‌دهد. دسته‌ای از خانه‌های تاریخی با رنگ‌های روشن رنگ‌آمیزی شده‌اند، که یک سنت مربوط به اوایل قرن نوزدهم است. | [ ۱۱ ]      |
| ۵  | A brick building (the pumping station), water in front                 | ایستگاه پمپاژ بخار وودا                                   | لمر، لمسترلند، فریسلاند                        | ۱۹۹۸    | ۸۶۷ i, ii, iv   | ایستگاه پمپاژ بخار وودا یک تأسیسات بخار برای جلوگیری از جاری شدن سیل در مناطق کم ارتفاع فریسلاند است. این ایستگاه در سال ۱۹۲۰ شروع به کار کرد. هنگامی که ساخته شد، بزرگ‌ترین و از نظر فناوری پیشرفته‌ترین ایستگاه پمپاژ بخار در جهان بود. در زمان فهرست‌بندی، هنوز به‌طور کامل کار می‌کرد. | [ ۱۲ ]      |
| ۶  | Historical map of the polder with clearly seen rectangular grid        | پولدر بیمستر                                              | بیمستر، هلند شمالی                             | ۱۹۹۹    | ۸۹۹ i, ii, iv   | پولدر شهر بیمستر، اولین پلدری است که با بازیابی زمین از یک دریاچه ایجاد شد. در سال ۱۶۱۲ تخلیه شد که با پیشرفت تکنولوژی آسیاب بادی، احیایش امکان‌پذیر شد. پلدر در یک الگوی هندسی، مطابق اصول برنامه‌ریزی رنسانسی گذاشته شد. طرح اصلی یک مستطیل به ابعاد ۱۸۰ متر (۵۹۰ فوت) در ۹۰۰ متر (۳۰۰۰ فوت) است. الگوی جاده‌ها و مسیرهای آبی از شمال به جنوب و از شرق به غرب امتداد دارد. پولدر هنوز هم برای کشاورزی استفاده می‌شود. | [ ۱۳ ]      |
| ۷  | A modernist-style house in front, older brick houses in the background | خانه ریتفلد شرودر                                         | اوترخت، استان اوترخت                           | ۲۰۰۰    | ۹۶۵ i, ii       | خانه ریتفلد شرودر در سال ۱۹۲۴، به سفارش تروس شرودر-شرادر و با طراحی گریت ریتفلد ساخته شد. این خانه یکی از شناخته‌شده‌ترین نمونه‌های جنبش «د استایل» است. این یک خانه کوچک برای یک خانواده با آرایش فضای داخلی انعطاف‌پذیر است که تغییرات تدریجی را در طول زمان مطابق با تغییرات در عملکردهایش امکان‌پذیر می‌کند. در دهه ۱۹۷۰ و ۱۹۸۰ با دقت به وضعیت اولیه خود بازگردانده شد و از آن زمان به عنوان موزه نگهداری می‌شود. | [ ۱۴ ]      |
| ۸  | Coast with sandy dunes                                                 | دریای وادن                                                | فریسلاند، خرونینگن، و هلند شمالی               | ۲۰۰۹    | ۱۳۱۴viii, ix, x | دریای وادن بزرگ‌ترین سیستم غیرقابل شکست ماسه و گل و لای بین جزر و مدی در جهان است. این مکان دارای تنوع زیستی مهمی است که زیستگاه گونه‌هایی مانند فک بندرگاه، فک خاکستری و گرازماهی بندر است. مکان‌های اینچنینی آلمان و هلند در سال ۲۰۰۹ به فهرست میراث جهانی ثبت شدند، آثار مشابه در دانمارک در سال ۲۰۱۴ اضافه شدند. | [ ۱۵ ]      |
| ۹  | Channels of Amsterdam from above                                       | ناحیهٔ حلقه‌ای کانال قرن هفدهمی آمستردام در داخل سینگل‌گراخت | آمستردام، هلند شمالی                           | ۲۰۱۰    | ۱۳۴۹ i, ii, iv  | منطقه کانال آمستردام در پایان قرن شانزدهم طراحی شده و در قرن هفدهم به عنوان یک شهر بندری جدید و کاملاً مصنوعی ساخته شد. کانال‌ها به صورت کمان‌های متحدالمرکز (حلقه‌وار)، ساخته شدند که با آبراه‌ها و خیابان‌های شعاعی تقاطع ایجاد می‌کنند. اکثر خانه‌های ساخته شده در قرن ۱۷ و ۱۸ حفظ شده‌اند، در حالی که سازه‌های مدنی و هیدرولیکی قدیمی به‌طور کلی جایگزین شده‌اند. در قرن هفدهم و هجدهم، آمستردام به عنوان یک مدل مرجع برای چندین پروژه در سراسر جهان دیده می‌شد.                                                                               | [ ۱۶ ]      |
| ۱۰ | White factory building with large letters "Van Nelle"                  | کارخانه فن نل                                             | روتردام، هلند جنوبی                            | ۲۰۱۴    | ۱۴۴۱ ii, iv     | این کارخانه در دهه ۱۹۲۰ به عنوان کارخانه فرآوری و بسته‌بندی مواد غذایی برای قهوه، چای و تنباکو ساخته شد. توسط لیندرت فن در ولخت طراحی شده است و نمایانگر مفهوم جدیدی از کارخانه است؛ نمادی از فرهنگ مدرنیست و فرهنگ کارکردگرایی دوره میان‌دوجنگ به‌شمار می‌رود. نماها از فولاد و شیشه ساخته شده‌اند و نور روز را برای کارگران فراهم می‌کنند. فعالیت‌های صنعتی در کارخانه در دهه ۱۹۹۰ متوقف شد. ملک در حال حاضر توسط یک مالک جدید اداره می‌شود.                                                                                                | [ ۱۷ ]      |
| ۱۱ | Red brick house with two chimneys                                      | مستعمرات خیریه                                            | درنته                                          | ۲۰۲۱    | ۱۵۵۵ ii, iv     | پس از جنگ‌های ناپلئونی در اروپا، بخش بزرگی از جمعیت کشورهای سفلی فقیر ماندند. برای پرداختن به مسائل اجتماعی، انجمن‌های خیریه در سال ۱۸۱۸ تأسیس شدند و هفت مستعمرهٔ کشاورزی برای خانواده‌ها، یتیمان، گدایان و پرسنل نظامی بازنشسته ساختند. این رویکرد با ترکیبی از آموزش، مراقبت‌های بهداشتی و کار (اجباری) نوآورانه همراه شد تا از خودکفایی مستعمرات اطمینان حاصل گردد. سه مورد از این مستعمرات در هلند فهرست شده‌اند: فین هایزن، فردریکس‌ئورد (در تصویر)، و ویلهلمینائورد. یک سایت در بلژیک، به نام وُرتل، نیز به همراه این‌ها فهرست شده است. | [ ۱۸ ]      |
| ۱۲ | Reconstruction of a wooden watch tower                                 | مرزهای امپراتوری روم - لیمس‌های آلمان سفلی                 | چندین سایت                                     | ۲۰۲۱    | ۱۶۳۱ii, iii, iv | لیمس‌های آلمان سفلی از استان رومی ژرمانیای کوچک (آلمان سفلی)، در امتداد رود راین، از توده‌کوه راین تا ساحل دریای شمال محافظت می‌کرد. این استحکامات در اواخر قرن اول پیش از میلاد تأسیس شد و تا زمان فروپاشی امپراتوری روم غربی در اوایل قرن پنجم پس از میلاد، مورد استفاده باقی ماند. این اثر فرهنگی شامل ۱۰۲ سایت است که ۳۹ مورد آن در هلند و بقیه در آلمان هستند. سایت‌ها شامل بقایای قلعه‌ها، شهرها، جاده‌ها و زیرساخت‌های دیگری هم هست. (یک برج دیدبانی بازسازی شده در ویختن در تصویر دیده می‌شود)                                        | [ ۱۹ ]      |
| ۱۳ | Model of Solar system                                                  | افلاک‌نمای آیسی آیزینگا                                    | فرانکر، فریسلاند                               | ۲۰۲۳    | ۱۶۸۳ iv         | افلاک‌نمای سلطنتی آیسی آیزینگا در فرانکر، قدیمی‌ترین افلاک‌نمای فعال در جهان است. در این اثر افلاک‌نما، یک مدل مکانیکی از منظومه شمسی، از قرن هجدهم که توسط فردی به نام «آیسی آیزینگا» بین سال‌های ۱۷۷۴ و ۱۷۸۱ ساخته شد. این دستگاه هنوز کاملاً عملیاتی است. | [ ۲۰ ]      |

## فهرست آزمایشی
علاوه بر مکان‌هایی که در فهرست میراث جهانی ثبت شده‌اند، کشورهای عضو می‌توانند فهرستی از مکان‌های آزمایشی را که ممکن است برای نامزدی در نظر گرفته شوند، ارائه کنند. نامزدهای فهرست میراث جهانی تنها در صورتی پذیرفته می‌شوند که سایت قبلاً در فهرست آزمایشی ثبت شده باشد. تا تاریخ ۲۰۲۳، هلند دو اثر را به عنوان فهرست آزمایشی معرفی کرد.
| # | نگاره                                                 | نام                | موقعیت (استان)            | سال ثبت | ش ثبتمعیارها   | شرح | منبع   |
| ۱ | Fish in front of corals                               | پارک دریایی بونیر  | بونیر، جزایر کارائیب هلند | ۲۰۱۱    | ۵۶۲۷ vii, ix   | این پارک از ۲٬۷۰۰ هکتار (۶٬۷۰۰ جریب فرنگی) صخره مرجانی، بستر علف‌های دریایی و جنگل‌های حرا تشکیل شده است. زیستگاه بیش از ۵۰ نوع مرجان سنگی و بیش از ۳۵۰ گونه ماهی صخره‌ای و همچنین محل لانه‌سازی لاک‌پشت‌های دریایی است. این صخره‌های مرجانی کمترین میزان تخریب را در کل کارائیب دارند.                                                                            | >      |
| ۲ | White plantation building with red roof, trees around | مزارع غرب کوراسائو | کوراسائو                  | ۲۰۱۱    | ۵۶۳۲ ii, iv, v | چهار مزرعه موجود در این نامزدی (آسنسیون، سن خوآن، ساوونته و نیپ) نوع خاصی از مزارع هلندی را نشان می‌دهند که در آب و هوای خشک استوایی، با مشکلات مدیریت آب مواجه هستند. برخلاف دیگر مزارع در دریای کارائیب، این چهار مزرعه روی چندین محصول، و نه فقط شکر، تمرکز کردند. آن‌ها در ابتدا با کار برده‌ها اداره می‌شدند و از قرن هفدهم تا اوایل قرن بیستم فعال بودند. | [ ۲۴ ] |